# Jean Morel (militaire)
Pour les articles homonymes, voir Jean Morel et Morel.
Jean Morel, né le 27 septembre 1922 à 15e arrondissement de Paris et mort le 24 novembre 2019 à Saint-Malo, est un militaire français.
Ancien membre des commandos Kieffer des Forces navales françaises libres, il est l'un des 177 Français qui débarquèrent sur les plages normandes lors du Jour J, le 6 juin 1944. Son insigne du 1ier BFMC porte le numéro "20".

## Biographie
Jean Morel naît le 27 septembre 1922 à Paris. Il prépare son engagement dans la Marine lorsque la Deuxième Guerre mondiale éclate. Après la défaite française de 1940, il rejoint les Forces françaises libres en Grande-Bretagne.
Il débarque le 6 juin 1944 à Colleville-sur-Orne à bord de la barge 527. Tombé à l’eau entre les deux barges de débarquement (523 et 527), il manque de se noyer et perd son arme. Il réussit finalement à débarquer, et se rend au lieu appelé « La colonie de vacances », où il arrive à récupérer l’arme d’un camarade blessé. Arrivé à Ouistreham, il est chargé par Philippe Kieffer d’effectuer une jonction avec les hommes de la Troop 8 en dépit des combats se déroulant dans la ville, sous le feu des mitrailleuses allemandes.
Blessé trop grièvement à la jambe et au bas-ventre, il est rapatrié inconscient en Angleterre, et ne revint jamais au sein du n°4 commando. Lors de sa convalescence, il est d’abord muté à la caserne Bir Hakeim, avant d’être démobilisé.
Il meurt le 24 novembre 2019 à Saint-Malo, à Saint-Malo, à l'âge de 97 ans. Après ses obsèques religieuses célébrées à l’église de Paramé, la dépouille de Jean Morel a été conduite à Ouistreham, selon son vœu : reposer auprès de ses anciens camarades du commando Kieffer.

## Distinctions
- Officier de la Légion d'honneur
- Médaille militaire
- Croix de guerre 1939–1945 (étoile et palme)
- Croix du combattant volontaire de la guerre de 1939–1945
- Croix du combattant volontaire de la Résistance
- Croix du combattant
- Médaille commémorative française de la guerre 1939–1945
- Médaille commémorative des services volontaires dans la France libre
- Médaille des engagés volontaires
- Médaille du combattants de moins de 20 ans
- Jean Morel est citoyen d'honneur de la ville de SAINT-MALO et citoyen d'honneur de la ville de Ouistreham